# Eoarctops vanderbyli
Eoarctops vanderbyli (лат.) — вид синапсид из подотряда горгонопсов (Gorgonopsia). Описан из пласта Tapinocephalus среднепермских отложений в Карру (Южная Африка). На верхней челюсти 4 или 5 резцов, пара клыков и по 3 пары заклыковых зубов. Длина черепа 13 см, общая длина 50 см. Морда короткая и округлая.